# Sierpniowa rapsodia
Sierpniowa rapsodia (jap. 八月の狂詩曲 Hachigatsu no rapusodī (Hachigatsu no kyōshikyoku) – japoński dramat filmowy z 1991 w reżyserii i ze scenariuszem Akiry Kurosawy, dla którego był to przedostatni film ukończony przed śmiercią. Obraz jest ekranizacją powieści Nabe no naka (W kotle) autorstwa Kiyoko Muraty. Jest to jedyny film Kurosawy z udziałem zachodniej gwiazdy kina – w roli amerykańskiego krewnego bohaterów wystąpił Richard Gere, który większość swoich kwestii wypowiada jednak po japońsku.

## Opis fabuły
Głównym miejscem akcji filmu jest wieś niedaleko Nagasaki, gdzie ostatnie już lata swego życia spędza sędziwa Kane, określana przez wszystkich po prostu jako Babcia. Kane straciła swojego ukochanego męża, a także znaczną część rodziny, w wyniku zrzucenia na miasto amerykańskiej bomby atomowej Fat Man, co miało miejsce 9 sierpnia 1945 roku. W lecie 1990 roku, w przededniu czterdziestej piątej rocznicy tych wydarzeń, do Kane przyjeżdża na wakacje czwórka jej nastoletnich wnucząt, które na przestrzeni filmu uczą się i dyskutują o tragicznej historii tej części Japonii i własnej rodziny. 
Tymczasem dzieci Kane odwiedzają leżącego na łożu śmierci bogatego Amerykanina z Hawajów, który wyemigrował tam z Japonii 70 lat wcześniej i twierdzi, że jest starszym bratem Kane. Ona sama nie pamięta już części imion własnego licznego rodzeństwa i nie jest pewna pokrewieństwa, więc postanawia zostać w domu. Wątpliwości nie przeszkadzają jej dzieciom, skuszonym korzyściami z posiadania bogatych krewnych. Aby nie psuć relacji starają się nie rozmawiać w ogóle na temat wojny. Bohaterowie muszą jednak skonfrontować się z tym tematem, gdy do cioci w Japonii przyjeżdża Clark, całkowicie zamerykanizowany już najstarszy syn domniemanego krewnego. 

## Obsada
- Sachiko Murase – Babcia Kane
- Richard Gere – Clark, jej amerykański bratanek
- Hisashi Igawa – Tadao, jej syn
- Narumi Kayashima – Machiko, jej synowa
- Toshie Negishi – Yoshie, jej córka
- Choichiro Kawarazaki – Noboru, jej zięć
- Tomoko Otakara – Tami, jej wnuczka
- Mitsunori Isaki – Shinjiro, jej wnuk
- Hidetaka Yoshioka – Tateo, jej wnuk
- Mieko Suzuki – Minako, jej wnuczka

## Dystrybucja i reakcje
Oficjalna premiera filmu miała miejsce na festiwalu w Cannes w maju 1991, gdzie został zaprezentowany w sekcji pozakonkursowej. 15 maja 1991 roku trafił do kin we Francji, 25 maja w Japonii, a później w kolejnych krajach.
Po premierze Kurosawa był oskarżany o bardzo jednostronne przedstawienie kwestii bombardowania Nagasaki, skupiające się na krytyce amerykańskiego okrucieństwa wojennego i kompletnie ignorujące negatywną rolę Japonii w II wojnie światowej. Sam reżyser twierdził, iż jego film ma wyraźną wymowę antywojenną, lecz nie antyamerykańską.